# South American Cup
La South American Cup è un circuito internazionale di gare di sci alpino organizzato annualmente dalla Federazione internazionale sci e snowboard (FIS) a partire dalla stagione 1994-1995. Le gare si tengono tra agosto e settembre. È utilizzata dalle giovani promesse dello sci per fare esperienza a livello internazionale. Non prevede limiti di età per parteciparvi.
A differenza della Coppa del Mondo, le gare si disputano solo in località sudamericane, anche se sono aperte a sciatori di ogni nazionalità. Come in Coppa del Mondo gli atleti raccolgono punti, secondo il sistema del punteggio FIS, in cinque discipline (discesa libera, supergigante, slalom gigante, slalom speciale, con l'aggiunta della supercombinata dal 2007) e il trofeo è aggiudicato a chi, a fine stagione, si trova primo nella classifica generale, mentre ai vincitori delle classifiche di ogni singola disciplina va la Coppa di specialità. Il primo atleta sudamericano classificato in ogni disciplina acquisisce inoltre il diritto di gareggiare in Coppa del Mondo per la stagione seguente in quella specialità.

## Albo d'oro
| Stagione | Uomini                                           | Uomini                                           | Donne                                            | Donne                                            |
| Stagione | Vincitore                                        | Nazionalità                                      | Vincitrice                                       | Nazionalità                                      |
| -------- | ------------------------------------------------ | ------------------------------------------------ | ------------------------------------------------ | ------------------------------------------------ |
| 1995     | Carlo Manuel Bustos                              | Argentina                                        | Carola Calello                                   | Argentina                                        |
| 1996     | non disputata                                    | non disputata                                    | non disputata                                    | non disputata                                    |
| 1997     | Carlo Manuel Bustos                              | Argentina                                        | Carola Calello                                   | Argentina                                        |
| 1998     | Cristian Javier Simari Birkner                   | Argentina                                        | Carola Calello                                   | Argentina                                        |
| 1999     | non disputata                                    | non disputata                                    | non disputata                                    | non disputata                                    |
| 2000     | Cristian Javier Simari Birkner                   | Argentina                                        | María Belén Simari Birkner                       | Argentina                                        |
| 2001     | Cristian Javier Simari Birkner                   | Argentina                                        | María Belén Simari Birkner                       | Argentina                                        |
| 2002     | Cristian Javier Simari Birkner                   | Argentina                                        | María Belén Simari Birkner                       | Argentina                                        |
| 2003     | Cristian Javier Simari Birkner                   | Argentina                                        | María Belén Simari Birkner                       | Argentina                                        |
| 2004     | Zachary Brown                                    | Stati Uniti                                      | María Belén Simari Birkner                       | Argentina                                        |
| 2005     | Cristian Javier Simari Birkner                   | Argentina                                        | María Belén Simari Birkner                       | Argentina                                        |
| 2006     | Cristian Javier Simari Birkner                   | Argentina                                        | María Belén Simari Birkner                       | Argentina                                        |
| 2007     | Cristian Javier Simari Birkner                   | Argentina                                        | María Belén Simari Birkner                       | Argentina                                        |
| 2008     | Cristian Javier Simari Birkner                   | Argentina                                        | María Belén Simari Birkner                       | Argentina                                        |
| 2009     | Cristian Javier Simari Birkner                   | Argentina                                        | Macarena Simari Birkner                          | Argentina                                        |
| 2010     | Cristian Javier Simari Birkner                   | Argentina                                        | María Belén Simari Birkner                       | Argentina                                        |
| 2011     | Cristian Javier Simari Birkner                   | Argentina                                        | María Belén Simari Birkner                       | Argentina                                        |
| 2012     | Cristian Javier Simari Birkner                   | Argentina                                        | María Belén Simari Birkner                       | Argentina                                        |
| 2013     | Cristian Javier Simari Birkner                   | Argentina                                        | María Belén Simari Birkner                       | Argentina                                        |
| 2014     | Cristian Javier Simari Birkner                   | Argentina                                        | Nicol Gastaldi                                   | Argentina                                        |
| 2015     | Klemen Kosi                                      | Slovenia                                         | Noelle Barahona                                  | Cile                                             |
| 2016     | Klemen Kosi                                      | Slovenia                                         | Noelle Barahona                                  | Cile                                             |
| 2017     | Josef Ferstl                                     | Germania                                         | Ester Ledecká                                    | Rep. Ceca                                        |
| 2018     | Marko Vukićević                                  | Serbia                                           | Noelle Barahona                                  | Cile                                             |
| 2019     | Klemen Kosi                                      | Slovenia                                         | Macarena Simari Birkner                          | Argentina                                        |
| 2020     | Cristian Javier Simari Birkner                   | Argentina                                        | Elena Jakovišina                                 | Russia                                           |
| 2021     | non disputata a causa della Pandemia di COVID-19 | non disputata a causa della Pandemia di COVID-19 | non disputata a causa della Pandemia di COVID-19 | non disputata a causa della Pandemia di COVID-19 |
| 2022     | non disputata a causa della Pandemia di COVID-19 | non disputata a causa della Pandemia di COVID-19 | non disputata a causa della Pandemia di COVID-19 | non disputata a causa della Pandemia di COVID-19 |
| 2023     | Tiziano Gravier                                  | Argentina                                        | Lara Colturi                                     | Albania                                          |
| 2024     | Tomás Birkner de Miguel                          | Argentina                                        | Mathilde Schwencke                               | Cile                                             |
| 2025     | Tiziano Gravier                                  | Argentina                                        | Giselle Gorringe                                 | Gran Bretagna                                    |